# Цувано
Цува́но (яп. 津和野町 Цувано-тё:) — посёлок в Японии, находящийся в уезде Каноаси префектуры Симане. Площадь посёлка составляет 307,09 км², население — 7775 человек (1 августа 2014), плотность населения — 25,32 чел./км².

## Географическое положение
Посёлок расположен на острове Хонсю в префектуре Симане региона Тюгоку. С ним граничат города Масуда, Ямагути, Хаги и посёлок Йосика.

## Население
Население посёлка составляет 7775 человек (1 августа 2014), а плотность — 25,32 чел./км². Изменение численности населения с 1980 по 2005 годы:
| 1980 | 13 423 чел. |  |
| 1985 | 13 002 чел. |  |
| 1990 | 12 131 чел. |  |
| 1995 | 11 389 чел. |  |
| 2000 | 10 628 чел. |  |
| 2005 | 9515 чел.   |  |

## Символика
Цветком посёлка считается Farfugium japonicum.